# Карронада

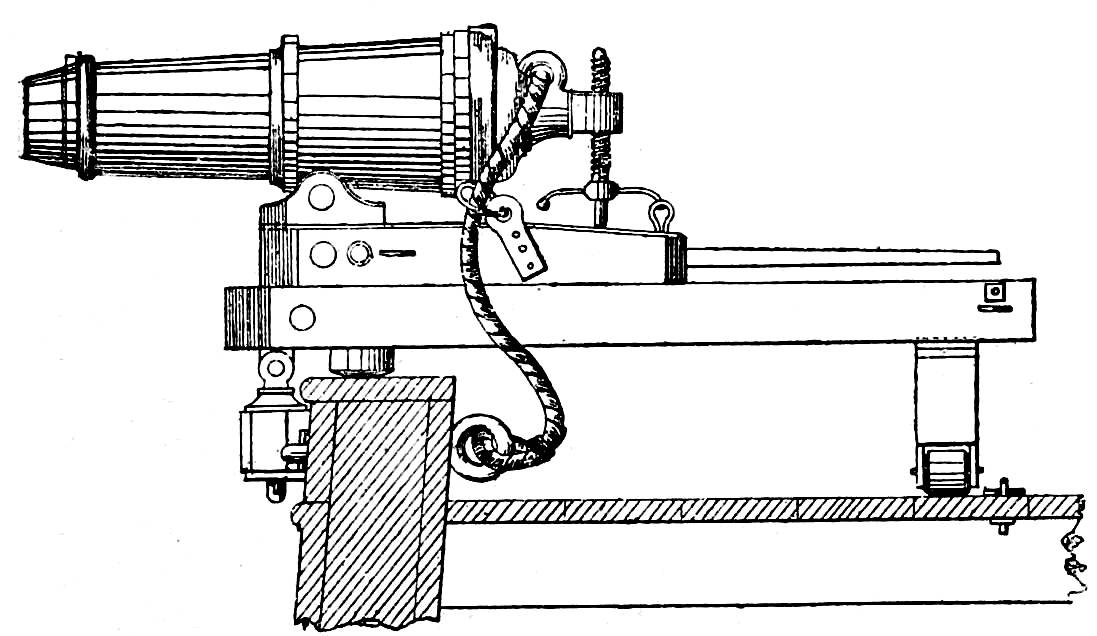
Карронада. Илл. из «Военной энциклопедии» И. Д. Сытина (Т. 12. СПб., 1913)

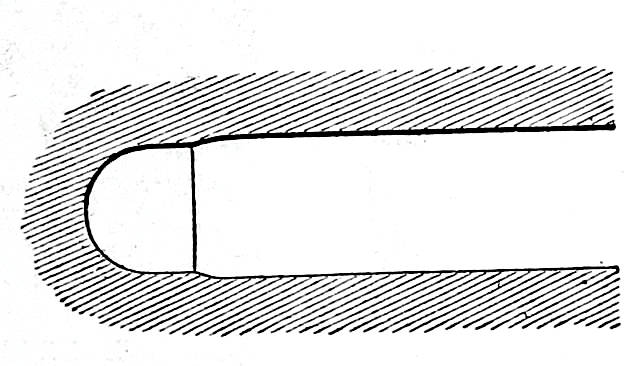
Камора у карронады полушарной формы с круговыми скатами при переходе к каналу.

,
,
,
,
,
,
,
,
,
,
,
,
,
,
,

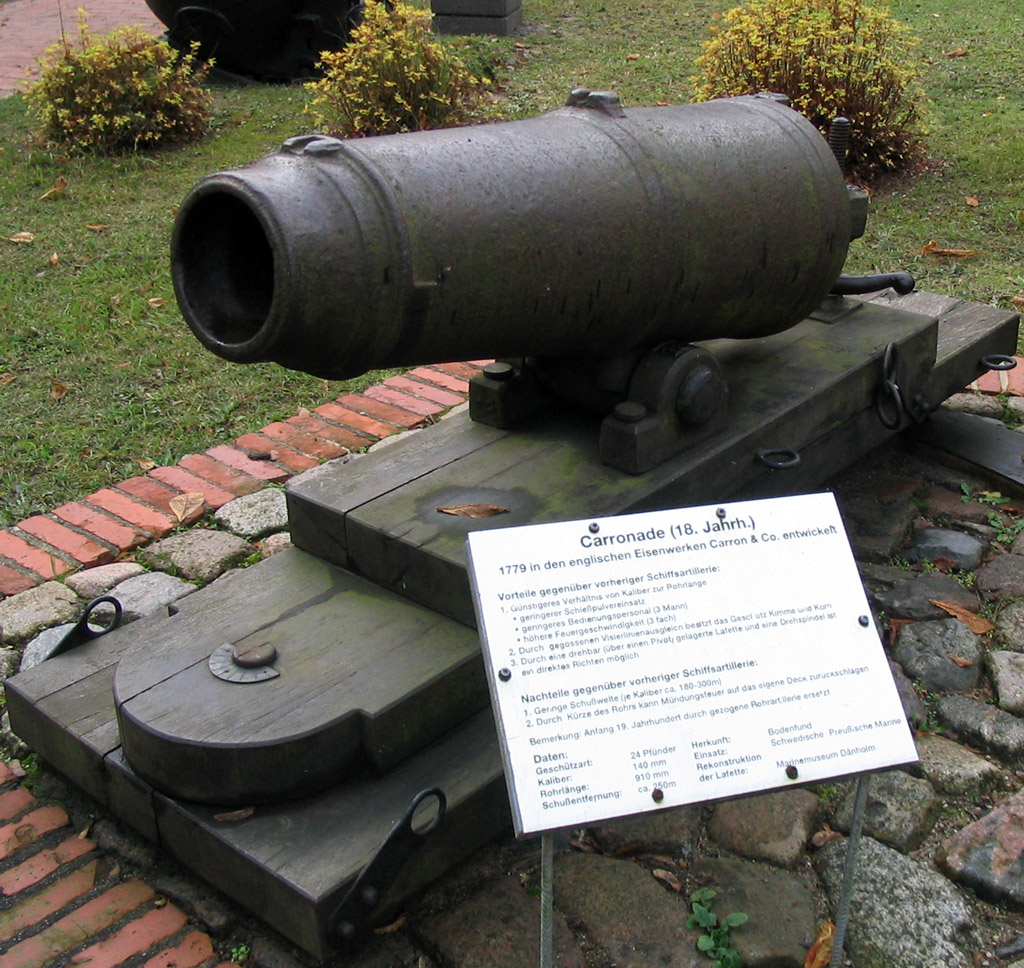
140-мм английская карронада XVIII века на скользящем лафете.

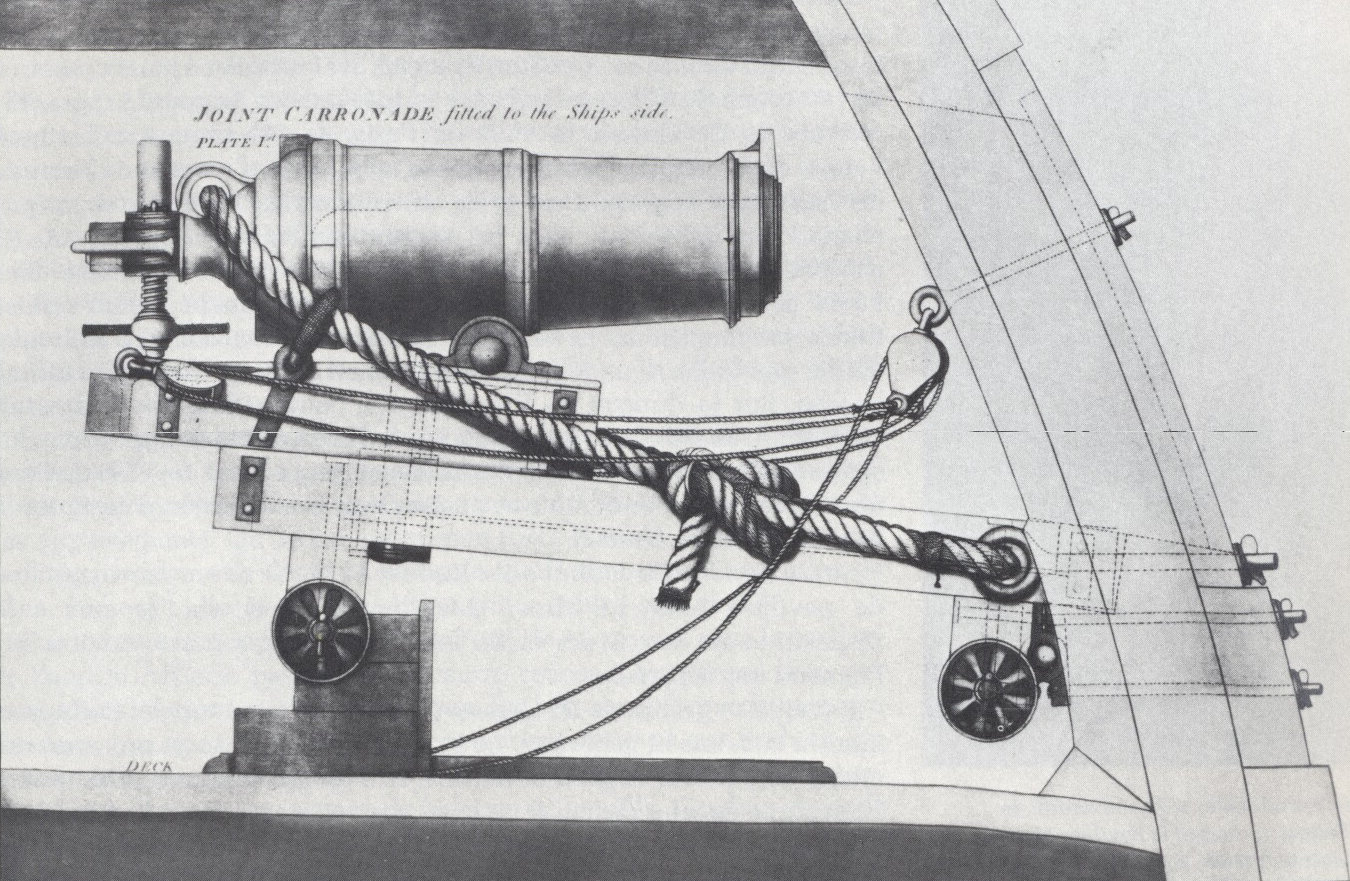
Схема размещения карронады. Конец XVIII или начало XIX века.

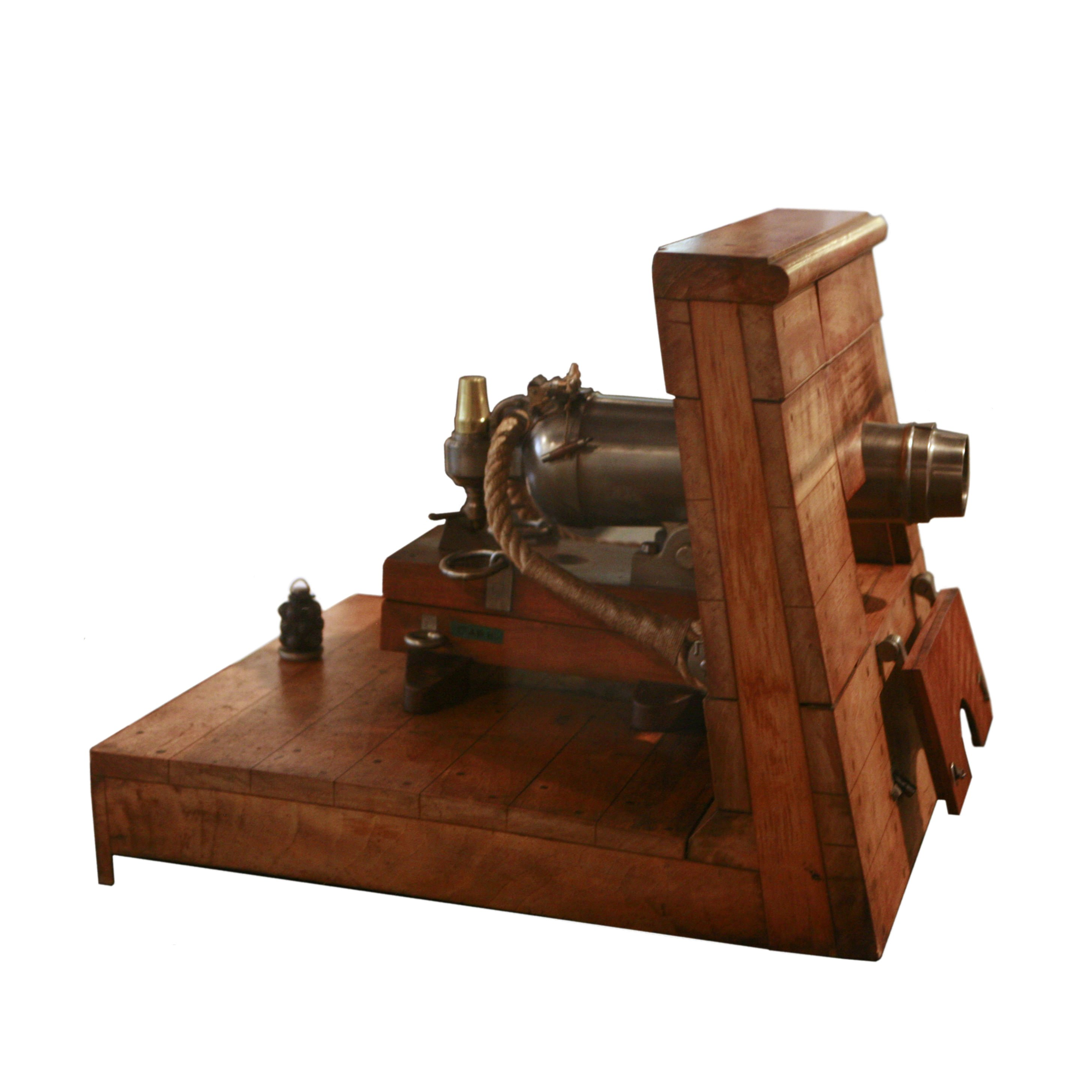
Модель карронады 1833 года из морского музея Тулона (Musée de la Marine de Toulon).

Каррона́да (также карона́да, корона́да) — гладкоствольное артиллерийское орудие. 
Например, Карронадами, короткими чугунными пушками большого калибра,, на верхней палубе, вооружался (6 — 9) тендер. Карронады потеряли своё значение вместе с парусным флотом.

## История
Впервые карронады появились, в 1774 году, в Шотландии, в английском флоте в конце XVIII века, а затем приняты на вооружение и в береговой артиллерии. Изобретателем данного типа орудия считается генерал Роберт Мелвилл, предложивший идею нового орудия в 1759 году. Впервые создано было шотландцем Гаскойном в период с 1769 по 1779 на заводе «Каррон» (Шотландия, графство Стерлингшир). Отсюда происходит и название. Следует заметить, что первоначально орудия этого типа именовались также в честь своих создателей: мелвиллиады и гасконады. Отметим также, что, несмотря на прозрачную этимологию, в русском языке, начиная с XIX века как в специальной, так и в художественной литературе, а также в словарях это слово часто пишется без удвоения согласного: карона́ды.
Карронада представляет собой короткое относительно калибра корабельное чугунное тонкостенное орудие, имеющее сравнительно небольшой, для своего калибра, вес и стреляющее тяжёлыми ядрами с малой скоростью — порядка 250 м/с — на небольшое расстояние. Калибры каронад были в основном следующими: 12, 18, 24, 32 и 42 фунта. Известны также 68-фунтовые (32 такие карронады стояли на русском корабле «Двенадцать апостолов») и 96-фунтовые (3 на квартердеке линейного корабля «Россия») карронады. Причиной малой дальности был сравнительно небольшой пороховой заряд, помещавшийся в небольшой каморе карронады, который придавал ядру низкую начальную скорость. Кроме этого недостатка, карронады также несли более высокий риск пожара — из более короткого ствола выбрасывалось гораздо больше горящих материалов (остатки пыжа, частицы пороха), что создавало существенную опасность для деревянного корабля.
Достоинствами карронад были:
- значительно более высокая скорострельность, позволяющая вести более плотный огонь;
- сравнительно низкая отдача, позволявшая использовать не колёсный лафет, а скользящий станок (позднее — вертлюжную установку), что повышало удобство наведения на цель и несколько повышало безопасность орудия;
- большой сектор обстрела и высокая точность стрельбы (благодаря наличию поворотного станка с механизмами вертикального и горизонтального наведения);
- сравнительно низкий вес: карронада весила намного меньше при том же калибре. Так, пушка корабля «Двенадцать апостолов» калибром в 36 фунтов весила 194 пуда (3104 кг), а карронада того же калибра — 142 пуда (2272 кг); это позволяло устанавливать орудия на верхней палубе корабля без снижения остойчивости;
- меньшее количество людей для обслуживания орудия;
- низкая относительно обычного орудия того же калибра стоимость производства.

В условиях ведения морского боя конца XVII — начала XIX века чаще всего использовалась минимальная дистанция. С учётом этого достоинства карронад перевешивали их недостатки. Появились даже корабли, вооруженные только карронадами, например, английский 56-пушечный линейный корабль «Глэттон» (HMS Glatton), что, впрочем, было вызвано в основном соображениями экономии.
Тактика использования карронад предполагала стрельбу из них с близкой дистанции. Их выстрелы могли повреждать корпус, такелаж, убивать вражеских матросов. Боеприпасами для карронады могли служить как ядра, так и картечь. Известно, что на корабле Нельсона «Виктори» (флагман англичан в Трафальгарской битве) были установлены две карронады калибром в 68 фунтов. Во время битвы из них был дан картечный залп по французскому кораблю, при этом заряд каждого орудия составил 500 пуль. Помимо ядер и картечи карронады могли заряжаться книппелями, снарядами, состоящими из двух ядер, соединённых между собой цепью, что представляло большую опасность для такелажа и рангоута парусных кораблей. Именно благодаря книппелям одержал свою легендарную победу 26 мая 1829 года над двумя турецкими линейными кораблями знаменитый бриг «Меркурий» под руководством А. Казарского.
Крупный калибр карронад в сочетании с низкой начальной скоростью вызывает у многих авторов большой соблазн приписать им стрельбу разрывными пороховыми бомбами, но на самом деле исторических свидетельств этому нет; напротив, плохо обученные обращению с орудиями экипажи бывших основными «потребителями» такой артиллерии торговых судов боялись бомб «как огня» ввиду опасности, которую те при неумелом обращении представляли для них самих. Кроме того, вплоть до создания достаточно надёжных запалов и опытов французского артиллериста Пексана в 1820-х годах, показавших их огромную разрушительную силу против деревянного борта, бомбы вообще не имели широкого распространения в качестве противокорабельного оружия, используясь в основном в мортирах и гаубицах для бомбардировки побережья.
Со временем дальность стрельбы обычных орудий и их скорострельность увеличивались. Это привело к увеличению дистанции морского боя и карронады стали бесполезны. К 1850-м годам они исчезают с военных кораблей.
Для примера приведём описания двух пушек-карронад, установленных на русском корабле «Двенадцать апостолов». Первый тип представляет 36-фунтовая пушка-карронада. Калибр орудия 6,80 дюймов, калибр ядра 6,65 дюйма. Длина ствола 6 футов 11 дюймов или 12,25 калибра. Вес пушки 142 пуда и 2 фунта. Вес снаряда 43,50 фунтов. Вес станка-лафета 38 пудов. Вторым типом пушки-карронады было 24-фунтовое орудие. Его калибр 5,95 дюймов, калибр ядра 5,80 дюйма. Длина ствола 6 футов или 12,25 калибра. Вес орудия 96 пудов и 2 фунта, вес ядра 29,00 фунтов. Вес станка-лафета 25 пудов.